# Harem

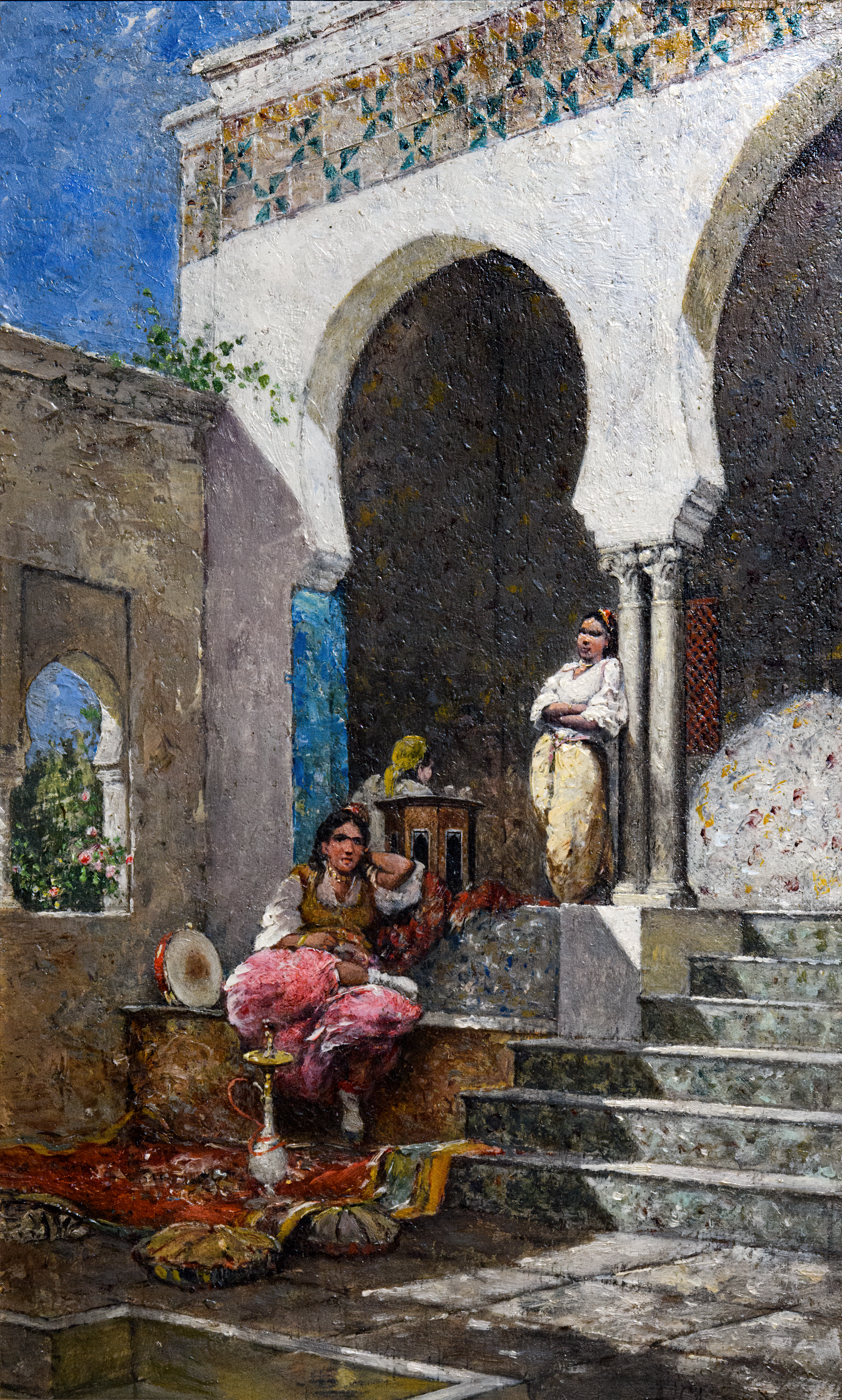
Les belles du harem
Alfred Chataud, Musée d'Art et d'Histoire in Narbonne

Een harem (Arabisch: حريم , ḥarīm, "afzonderen of verbieden") is een afgesloten en bewaakte woonruimte in een serail of huis, waarin de vrouwen - echtgenote(s) en eventuele concubine(s) - van een heerser of vorst wonen. Meestal leefden deze vrouwen samen met hun kinderen en eventueel personeel, zoals odalisken en haremwachters. Meestal heeft men het over de harem van een Oosterse ambtsdrager of hoofd van een familie. Harems waren wijdverbreid in de islamitische wereld en komen nog steeds voor in bepaalde delen daarvan. In de islam is het een man toegestaan maximaal vier echtgenotes te hebben. Harems komen echter ook voor in andere polygame culturen, vooral vorstelijke hoven, zoals in de Oudheid of keizerlijk China.
De term kan ook gebruikt worden wanneer de vrouwen niet samenwonen, of in anachronistische zin voor culturen waarin het woord niet voorkomt. Bij wijze van metonymie worden de vrouwen van één man in een polygaam huishouden collectief als diens harem betiteld, eventueel zelfs (eerder schertsend) een enige echtgenote (zoals in landen waar bigamie verboden is).

## Geschiedenis
Harems bestonden in veel beschavingen. In de Oudheid kwamen harems voor aan bijvoorbeeld het hof van de Oude Perzen. De Grieken hadden het gynoecium. Ook de keizers van het Byzantijnse rijk hadden een harem. Later werden deze harems ook geïntroduceerd in het Ottomaanse Rijk en diverse andere islamitische staten.
Harems waren een geliefd onderwerp in de schilderkunst van het oriëntalisme.

## Haremleven
In de islamitische wereld is het principe van purdah (privacy van de vrouw) van groot belang. Ongeoorloofd binnentreden van de vrouwenverblijven is haram, dat wil zeggen ten strengste verboden voor buitenstaanders. Het woord "harem" is afgeleid van "haram".
Vooral de harems van de sultans en pasja's van het Ottomaanse Rijk hebben in Europa tot de verbeelding gesproken. De harem is vooral een plaats waar de officiële concubines van de vorst wonen, evenals de vrouwen die in zijn dienst zijn gesteld (vrijwillig of als slaaf). De taak van de eerste vrouw was om de man kinderen te geven, en de taak van de volgende vrouwen was hem te vermaken (muziek, dans en seks door odalisken). In het bijzijn van de sultan moesten vrouwen met een lage stem spreken en met een bord communiceren. De harem was een gesloten universum waar vrouwen in afzondering van de buitenwereld leefden. Toch kwamen de meesten, ooit van huwbare leeftijd, later uit de serail om te huwen met officieren van het Rijk. Omdat ze goed opgeleid waren, waren ze gewilde huwelijkspartners en hadden ze een rol als "lerares" voor andere vrouwen. Alleen de favoriete of concubine moeders van een erfgenaam van een zoon brachten hun hele leven in de harem door. De serail was ook een school, een opleidingscentrum. De vrouwen bestudeerden de Turkse taal, naaien, koken, maar ook geschiedenis en geografie, poëzie, dans, en muziek.
Er zijn geen tijdsdocumenten over seksuele educatie. Een groot deel van de kennis over verleiding en seks zal waarschijnlijk in de badhuizen (hamams) zijn doorgegeven. De ouderen gaven de codes van verleiding en de manier om zich te gedragen om de sultan te behagen door aan de jongeren. Zo zeer als homoseksualiteit tussen mannen verboden en onderdrukt werd, werd vrouwelijke liefde getolereerd (zonder dat dit werd bekend), omdat het als een vorm van inwijding werd beschouwd. Veel vrouwen waren ambitieus of leerden ambitieus te zijn. Een van hun belangrijkste drijfveren was geld. De sultan betaalde elk van zijn concubines zeer grote sommen geld.
Onder de vrouwen geldt een rangorde, die rekening kan houden met de volgorde van huwelijken, het krijgen van zonen (vooral de erfopvolger; vooral in afwachting daarvan kan de koningin-moeder bovenaan staan) en de actuele voorkeur van de heer des huizes. De "eerste vrouw" kan gelden als een vorstin. Ze kunnen zelf gezag hebben over en onder toezicht staan van een of meerdere eunuchen.
In de Ottomaanse harems speelden zich politieke intriges af, maar ook golden ze als broedplaats voor kunst en cultuur. In tegenstelling tot wat men vaak denkt is een harem niet alleen het verblijf van de vrouwen, waar het familiehoofd seksuele relaties heeft (vrouwen en concubines), maar ook hun kinderen en huishoudelijk personeel (vrouwen en eunuchen) kunnen deel uitmaken van deze hofhuishouding, die traditioneel gescheiden was van het mannenverblijf, de selamlik.

## Dieren
Ook bij bepaalde diersoorten komen polygame samenlevingsverbanden voor die met "harem" worden aangeduid, bijvoorbeeld bij de Zuid-Amerikaanse zeebeer. Omdat dieren niet huwen en vaak ook de wijfjes niet monogaam zijn, kan de samenstelling veranderen, vooral als resultaat van strijd tussen mannetjes in de bronsttijd.

## Afbeeldingen

Harem (ca. 1742), Giovanni Antonio Guardi Museo Thyssen-Bornemisza
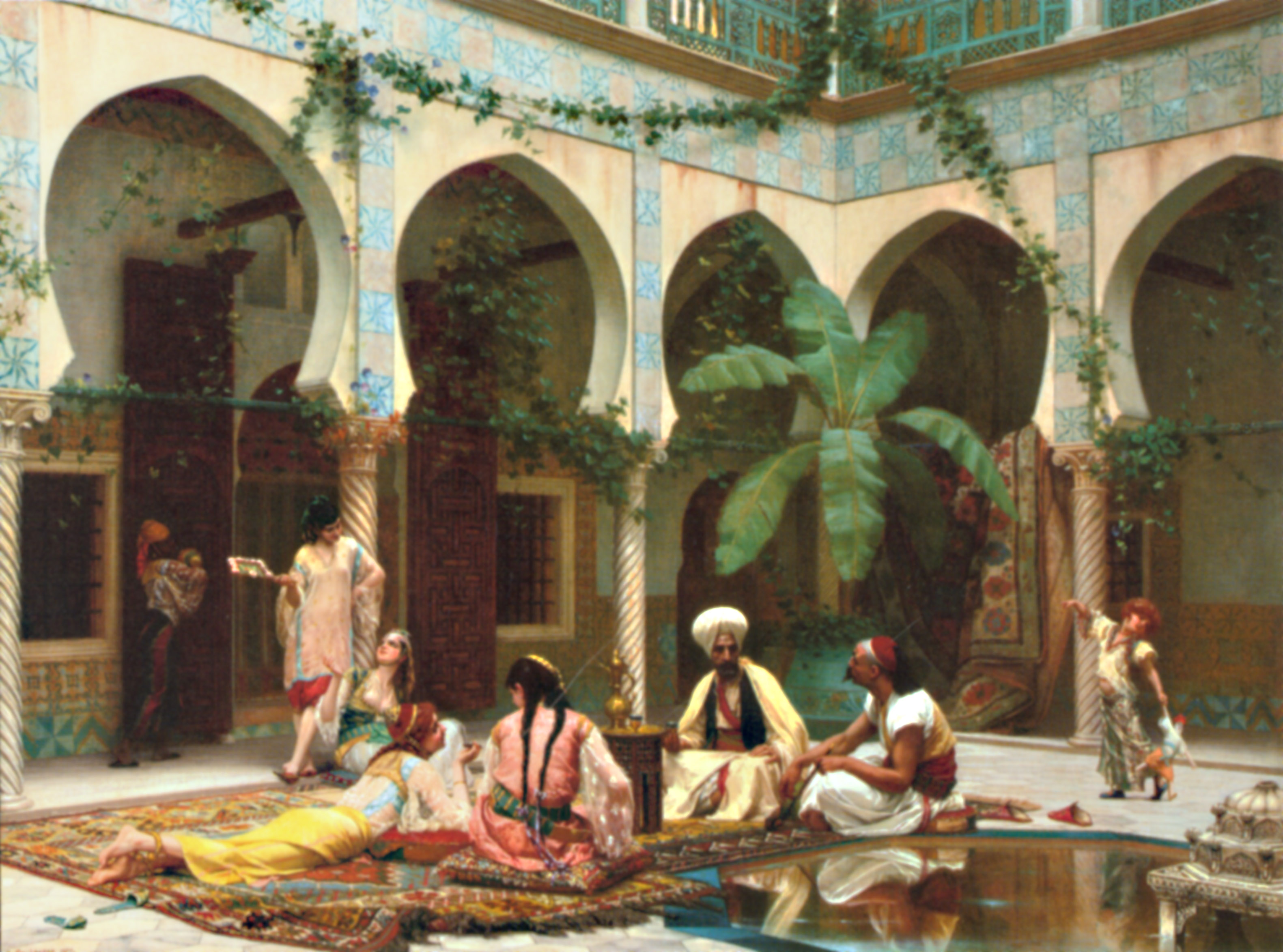
Paleisharem Gustave Boulanger
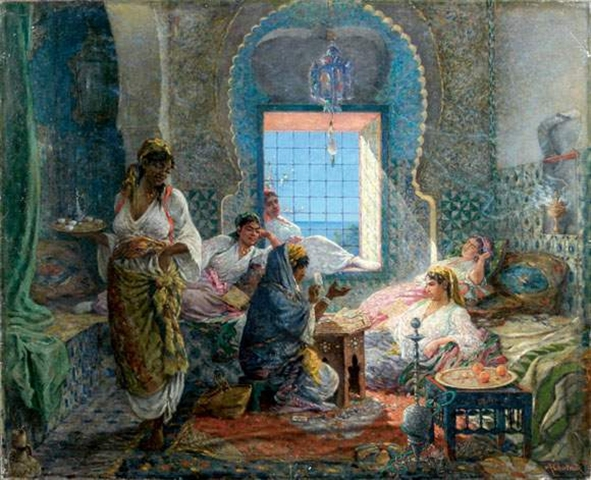
Harem Alfred Chataud
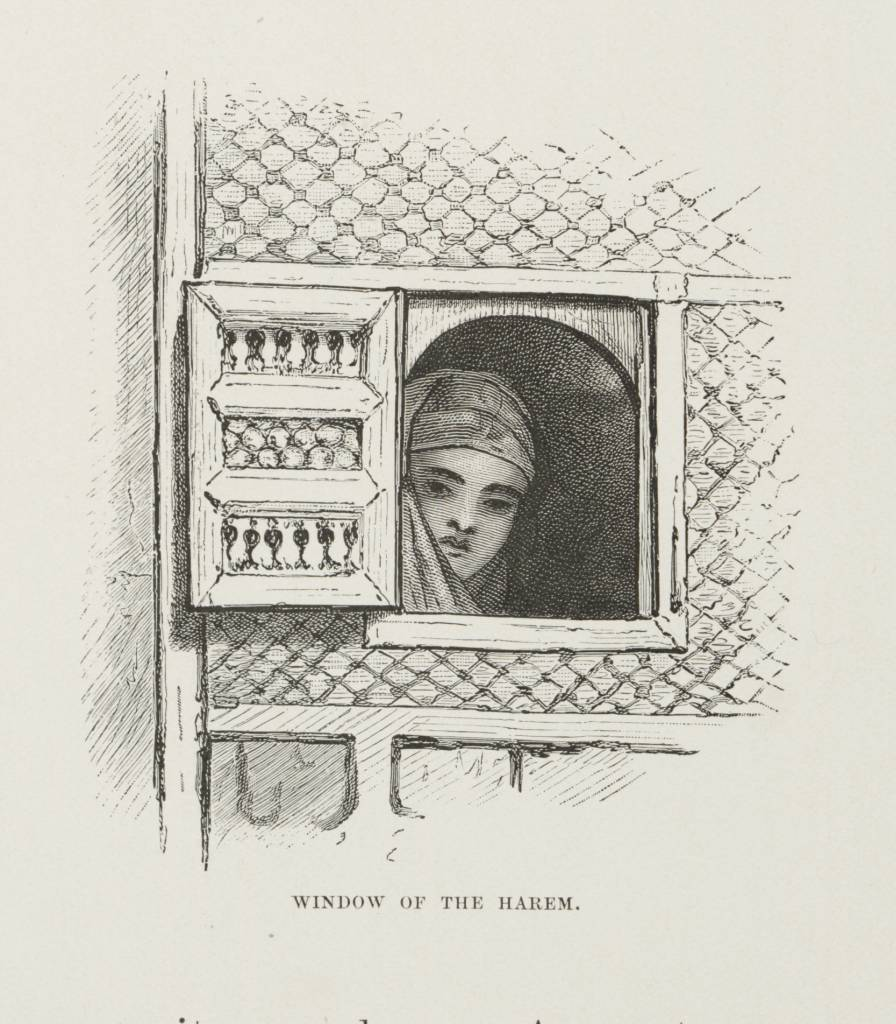
Window of the Harem (1878), Charles Feodor Welsch